# Sirens (album de Lana Del Rey)
Pour les articles homonymes, voir Sirens.
 (mai 2015).
Si vous disposez d'ouvrages ou d'articles de référence ou si vous connaissez des sites web de qualité traitant du thème abordé ici, merci de compléter l'article en donnant les références utiles à sa vérifiabilité et en les liant à la section « Notes et références ».
Albums de Lana Del Rey
Lana Del Ray A.K.A. Lizzy Grant
(2010)
Sirens est le premier album studio de Lana Del Rey (à l'époque sous le pseudonyme May Jailer). Cet album constitué  de demos n'a jamais été publié,. L'album a fuité sur YouTube en mai 2012.

## Pistes de l'album
Sirens est composé de 15 pistes et 2 bonus dont 1 démo pour une durée totale de 53:17,,.
| 1.    | For K (Part 1)                       | 2:50 |
| 2.    | Next To Me                           | 3:04 |
| 3.    | A Star For Nick                      | 2:42 |
| 4.    | My Momma                             | 3:24 |
| 5.    | Bad Disease                          | 3:42 |
| 6.    | Out With A Bang                      | 3:19 |
| 7.    | Westbound                            | 4:32 |
| 8.    | Try Tonight                          | 3:34 |
| 9.    | All You Need                         | 5:47 |
| 10.   | I'm Indebited For You                | 3:59 |
| 11.   | Pretty Baby                          | 3:38 |
| 12.   | Aviation                             | 3:11 |
| 13.   | Find My Own Way                      | 4:13 |
| 14.   | Pride                                | 2:51 |
| 15.   | Birds Of A Feather                   | 2:45 |
| 16.   | Money Hunny [Bonus Track]            | 3:16 |
| 17.   | Pawn Shop Blues [Bonus Track] [Demo] | 3:28 |
| 53:17 |                                      |      |